# Калетинці
Кале́тинці, Красівка —  село в Україні, у Ізяславській міській громаді Шепетівського району Хмельницької області. Населення становить 158 осіб (2001).

## Історія
7 (20) листопада 1917 року, відповідно до Третього Універсалу Української Центральної Ради, увійшло до складу Української Народної Республіки.
12 червня 2020 року, відповідно до розпорядження Кабінету Міністрів України № 727-р «Про визначення адміністративних центрів та затвердження територій територіальних громад Хмельницької області», увійшло до складу Ізяславської міської територіальної громади.
19 липня 2020 року, в результаті адміністративно-територіальної реформи та ліквідації Ізяславського району, село увійшло до складу новоутвореного Шепетівського району

## Цікавий факт
У книзі Олександра Цинкаловського «Стара Волинь і Волинське Полісся» про цей населений пункт зазначено: 
| | \| КАЛЕТИНЦІ ВЕЛИКІ, с, Острозький пов., Плужанська вол., 39 км. від Острога, недалеко від міста Корниця. Грунти піскуваті і частинно чорнозем. Село належало колись до кн. Острозьких, пізніше, на підставі Кольбушівської угоди, переходило до Яблоновських, Сапігів, Радзивілів, Прушинських, Понінських і Радзимінських. В селі був фільварок, двір. В кінці 19 ст. в селі було 59 домів і 435 жителів, церква Рождества Христового, дерев'яна з 1734 р. Велика власність зем. 510 дес. належала до Гаськевичевої Соломії. .[4] \| |
| КАЛЕТИНЦІ ВЕЛИКІ, с, Острозький пов., Плужанська вол., 39 км. від Острога, недалеко від міста Корниця. Грунти піскуваті і частинно чорнозем. Село належало колись до кн. Острозьких, пізніше, на підставі Кольбушівської угоди, переходило до Яблоновських, Сапігів, Радзивілів, Прушинських, Понінських і Радзимінських. В селі був фільварок, двір. В кінці 19 ст. в селі було 59 домів і 435 жителів, церква Рождества Христового, дерев'яна з 1734 р. Велика власність зем. 510 дес. належала до Гаськевичевої Соломії. . | |